# ملادوتیتسه
ملادوتیتسه (به چکی: Mladotice) یک منطقهٔ مسکونی در جمهوری چک است که در ناحیه پلزن-شمالی واقع شده‌است. ملادوتیتسه ۲۲٫۶۴ کیلومتر مربع مساحت و ۵۶۳ نفر جمعیت دارد و ۳۶۵ متر بالاتر از سطح دریا واقع شده‌است.